# ツガノガク
ツガノ ガク（男性、1978年- ）は日本の漫画家。千葉県出身。青山学院大学経営学部卒。

## 経歴
『灰色の街と金色の夕日』で第14回エース新人漫画賞奨励賞を受賞し、2003年『エース特濃』Vol.1にて読切『ジャン!』でデビュー。
『月刊少年エース』において連載されていた『新世紀エヴァンゲリオン』（漫画：貞本義行）のアシスタントを務めていたことがある。
『月刊少年エース』にて『涼宮ハルヒの憂鬱』（原作：谷川流）を2005年から2013年まで8年間にわたって連載した。なお原作に追いついての連載終了だったため最終回では第一部完扱いとなっている。その後『月刊少年エース』2014年6月号にて初のオリジナル連載漫画『マンガヤ』の連載を開始し、2015年3月号まで連載された。
3年の時を経て、2018年3月から2019年6月まで講談社の電子書籍雑誌『コミックDAYS』にて『彼女に首ったけ』（原作：日日日）を連載した。。

## 作品リスト

### 連載作品
- 時をかける少女（原作：筒井康隆、『エース特濃』 2003年Vol.2 - 2004年Vol.8、全2巻）
- 涼宮ハルヒの憂鬱（原作：谷川流、キャラクター原案：いとうのいぢ、『月刊少年エース』 2005年11月号 - 2013年9月号、『エースアサルト』 2007SUMMER号 - 2009SPRING号、第一部全20巻）
- マンガヤ（オリジナル、『月刊少年エース』 2014年6月号 - 2015年3月号、全2巻）
- 彼女に首ったけ（原作：日日日、『コミックDAYS』(講談社)2018年3月9日‐2019年6月14日、全3巻）

### 読み切り・ゲスト参加
- ジャン!（『エース特濃』 2003年Vol.1）
- 雀ゴロ女子高生竜子（『月刊少年エース』 2003年5月号）
- 騒々、背高草（『エース桃組』 2004 Winter）
- 非ず者（『月刊少年エース』 2004年11月号）
- シャナちゃんミナさんおかいもの（コミック版灼眼のシャナ第2巻初回限定版付録小冊子『GRIMORE』収録、2006年6月20日発売、『メディアワークス』発行、ISBN 978-4-84-023496-2）
- デレぽちゃ（少年画報社発行、『月刊ヤングキング』 2010年8月号）
- 長野県に海はない（サマーウォーズ　公式コミックアンソロジーに収録、2010年7月3日発売、角川書店発行、ISBN 978-4-04-715480-3）
- ハルヒ公式コミックアンソロジー涼宮ハルヒの絢爛（カバーイラスト担当、角川書店発行、2009年12月26日初版発行、ISBN 978-4-04-715346-2）
- チェンジH orange（ピンナップイラスト担当、少年画報社発行、2012年12月19日発行、ISBN 978-4-78-593986-1）